# Сергей Гершелман
Сергей Константинович Гершелман (на руски: Сергей Константинович Гершельман) е руски офицер, генерал-адютант, генерал от пехотата. Участник в Руско-турската война (1877-1878).

## Биография
Сергей Гершелман е роден на 26 юни 1854 г. в Санктпетербургска губерния в семейството на потомствения дворянин от тюрингския род Гершелман генерала от пехотата Константин Гершелман. Ориентира се към военното поприще. Завършва Пажеския корпус като първенец на випуск 1872 г. Службата започва с производство в първо офицерско звание прапоршчик и назначение Лейбгвардейската конно-артилерийска бригада.
Участва в Руско-турската война (1877-1878). Повишен е във военно звание щабскапитан. С Лейбгвардейската конно-артилерийска бригада последователно е в състава на Западния отряд с командир генерал-лейтенант Николай Криденер и Западния отряд с командир генерал-лейтенант Йосиф Гурко. Бие се храбро в битката при Горни Дъбник и в битката при Телиш. Проявява се при зимното преминаване на Стара планина и в битката битката при Пловдив. При превземането на Одрин е ранен и контузен. С бригадата достига до Сан Стефано.
След войната е командир на 93-ти Иркутски пехотен полк. Завършва Николаевската военна академия (1881). Служи последователно като командир на 9-а пехотна дивизия и началник на щаба на Сибирския военен окръг. Повишен е във военно звание генерал-майор от 1898 г.
Като командир на пехотна дивизия участва в Руско-японската война (1904-1905). Отличава се в битката при Мукден. Повишен е във военно звание генерал-лейтенант от 1904 г. Командир на 19-и армейски корпус (1905).
След войната е Московски генерал-губернатор (1906). Командващ войските на Московския военен окръг (1906) и Вилненски военен окръг (1909). По време на Първата руска революция (1905-1907) преживява покушение, организирано от партията на левите есери. Повишен е във военно звание генерал от пехотата от 1910 г.
Родственици: баща Константин Гершелман, генерал от пехотата; брат Фьодор Гершелман, генерал от кавалерията.